# Bordtennis vid olympiska sommarspelen 2008
Bordtennis arrangerades i OS för sjätte gången år 2008. Det fanns singel och lagtävling, båda för herrar och damer. Lagtävlingen var för tremannalag. Bordtennisen spelades mellan den 13 och den 23 augusti 2008 i Beida-hallen vid Pekinguniversitetet.

## Medaljsummering
| Medaljfördelning |           |      |        |       |        |
| Placering        | Nation    | Guld | Silver | Brons | Totalt |
| 1                | Kina      | 4    | 2      | 2     | 8      |
| 2                | Singapore | 0    | 1      | 0     | 1      |
| 2                | Tyskland  | 0    | 1      | 0     | 1      |
| 4                | Sydkorea  | 0    | 0      | 2     | 2      |

## Medaljtabell
| Klass                      | Guld                                     | Silver                                                     | Brons                                                   |
| Singel, herrar Detaljer... | Ma Lin · Kina                            | Wang Hao · Kina                                            | Wang Liqin · Kina                                       |
| Singel, damer Detaljer...  | Zhang Yining · Kina                      | Wang Nan · Kina                                            | Guo Yue · Kina                                          |
| Lag, herrar Detaljer...    | Kina · Wang Hao · Ma Lin · Wang Liqin    | Tyskland · Dimitrij Ovtcharov · Timo Boll · Christian Suss | Sydkorea · Oh Sang-Eun · Ryu Seung-Min · Yoon Jae-Young |
| Lag, damer Detaljer...     | Kina · Guo Yue · Wang Nan · Zhang Yining | Singapore · Feng Tianwei · Li Jiawei · Wang Yuegu          | Sydkorea · Dang Ye-Seo · Kim Kyung-Ah · Park Mi-Young   |

## Kval
64 deltagare per singelturnering togs ut enligt:
- Kvalturnering, uppdelade per världsdel, totalt 43 st
- Ranking, 20 st
- Utvald, "wildcard"

Max upp till tre singelspelare per land.
Utöver de fick spelare tas ut till lagtävlingen av respektive land. 
Lag togs ut genom:
- Bästa laget per kontinent
- Kina var direktkvalade som värdland.
- 9 st lag utvalda per ranking